# Akicera grisea
Akicera grisea is een rechtvleugelig insect uit de familie Pamphagidae. De wetenschappelijke naam van deze soort is voor het eerst geldig gepubliceerd in 1831 door Jean Guillaume Audinet Serville.